# Шуа Амаглеба
Шуа Амаглеба (груз. შუა ამაღლება) — село в Грузії.
За даними перепису населення 2014 року в селі проживає 735 осіб.